# Ruanda
Ruanda Afrika középső részén, az Egyenlítőtől néhány fokkal délre fekvő, nagy népsűrűségű ország. Területe Magyarországénak kevesebb mint egyharmada.
Neve bantu népnevet őriz. Az egykori német gyarmat 1920 és 1962 között – Népszövetségi, majd ENSZ gyámsági területként – belga fennhatóság alá tartozott Burundival együtt, Ruanda-Urundi néven. Függetlenségét 1962-ben kiáltotta ki. Az európai gyarmatosítás hatására [forrás?] azonban az addig stabil társadalmi rendszer felborult, és ennek következményeként a főleg földművelésből élő hutuk és az állattenyésztő vagy értelmiségi tuszik között viszály keletkezett. Az ellentét 1994-ben népirtásig fajult, ami több százezer ember halálával zárult.

## Földrajz

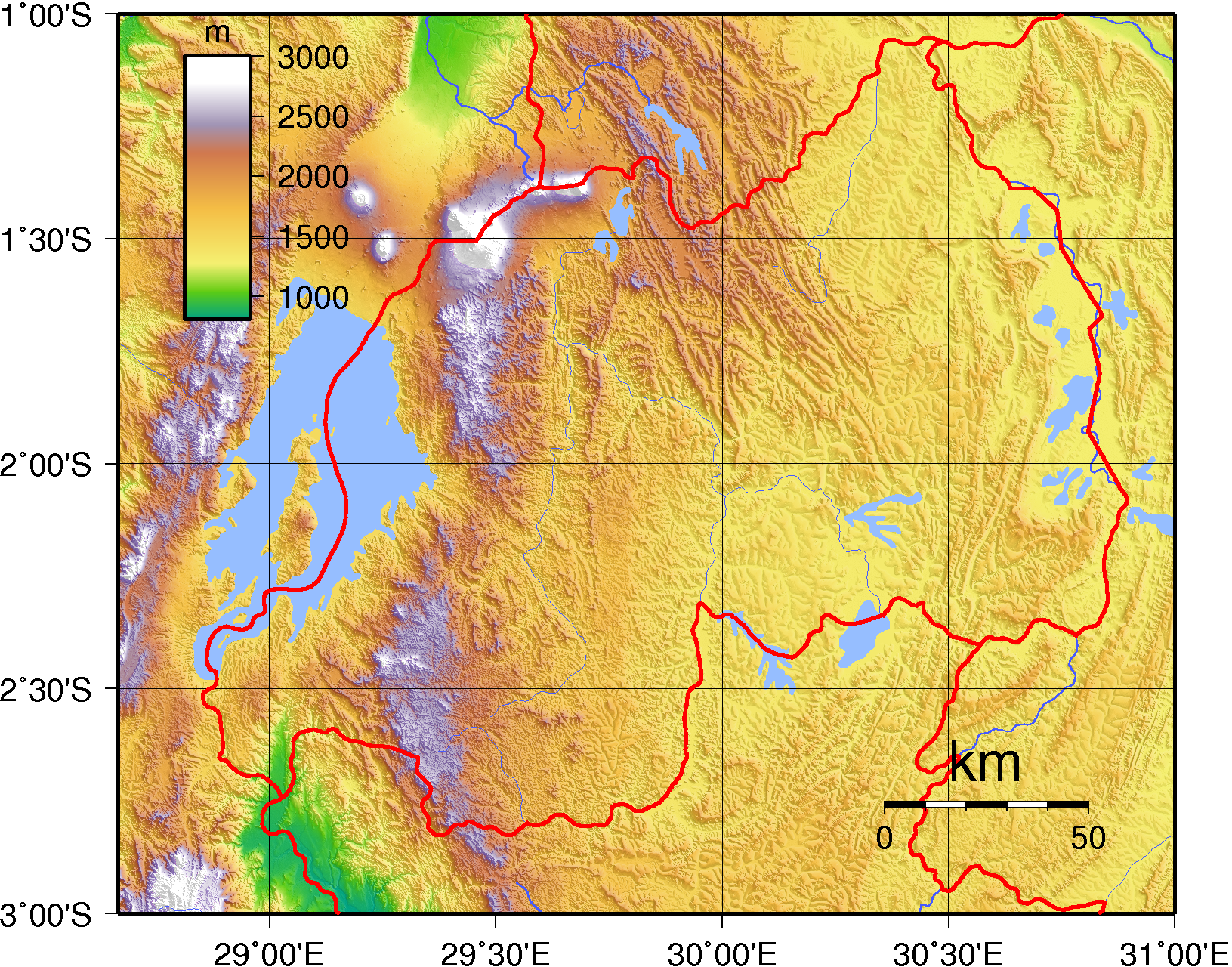
Ruanda domborzati térképe

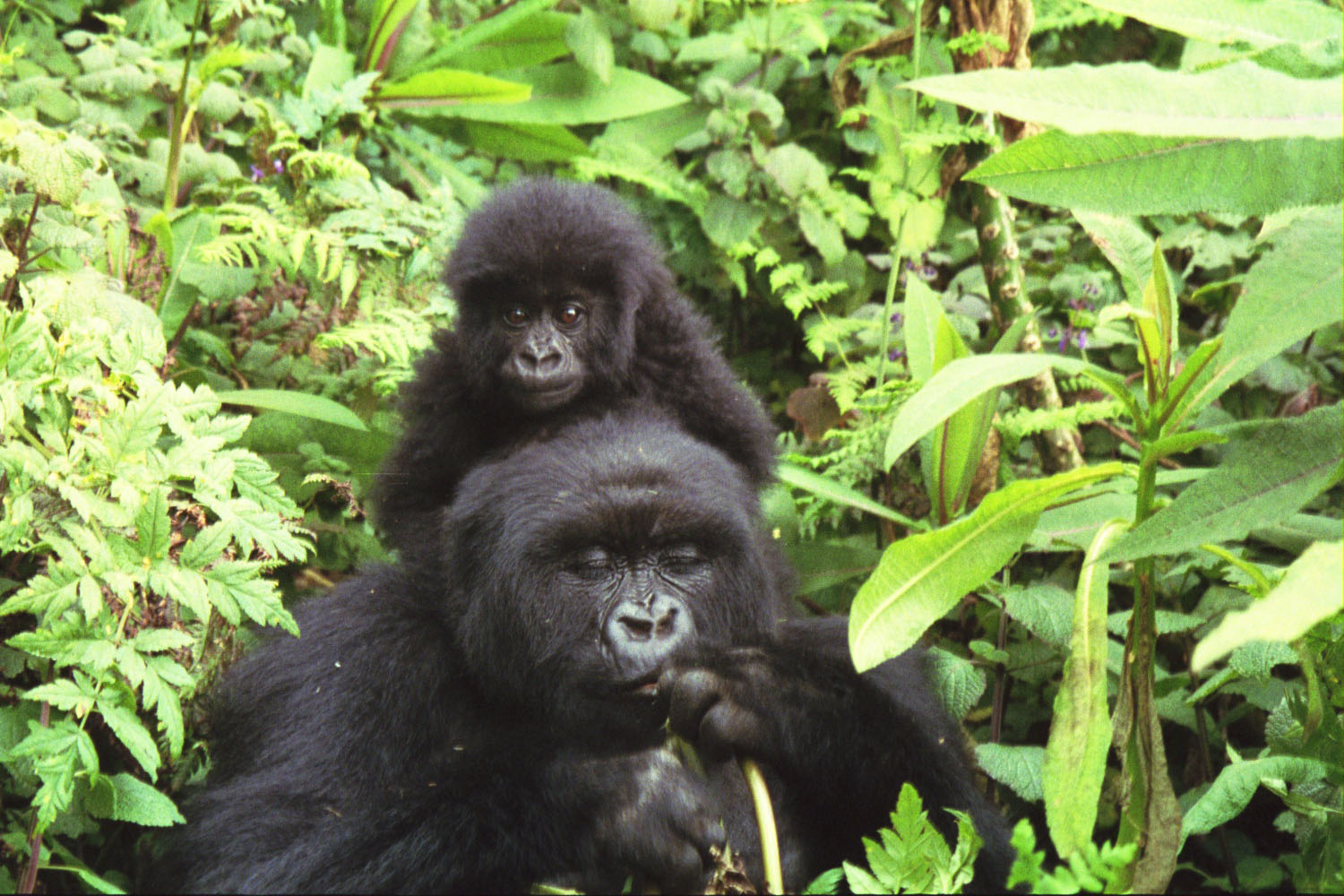
Gorillaanya a kölykével a Vulkánok Nemzeti Parkban

Az ország felszínének zömét a Kelet-afrikai-magasföld uralja, amelyet nyugatról a Kivu-tó árka, északon pedig a vulkanikus Virunga-hegység határol.
A nyugati határvidék a Nagy-hasadékvölgy része. Az ország több része kelet felé lassan lejtő termékeny dombvidék.
Határai: Burundi 315 km, Kongói Demokratikus Köztársaság 221 km, Tanzánia 222 km, Uganda 172 km. Összes határa: 930 km. Tengerparttal nem rendelkezik.

### Domborzat
Az ország nagy része 1500 m felett fekszik. Legmagasabb pontja a Karisimbi vulkán (4519 m).

### Vízrajz
A Nílus és a Kongó vízválasztója Ruanda nyugati részén lévő magaslatokon húzódik. Nyugati határán a Nagy-hasadékvölgyben fekszik a Kivu-tó.

### Éghajlat
A trópusi éghajlatot a jelentős tengerszint feletti magasság enyhíti.
Éghajlata mérsékelt; két esős évszak jellemzi (február-április, november-január); éghajlata enyhe a hegyekben, ahol fagy és hó is lehetséges. A hegyekben az átlagos napi hőmérséklet 10-15 °C.

### Élővilág, természetvédelem

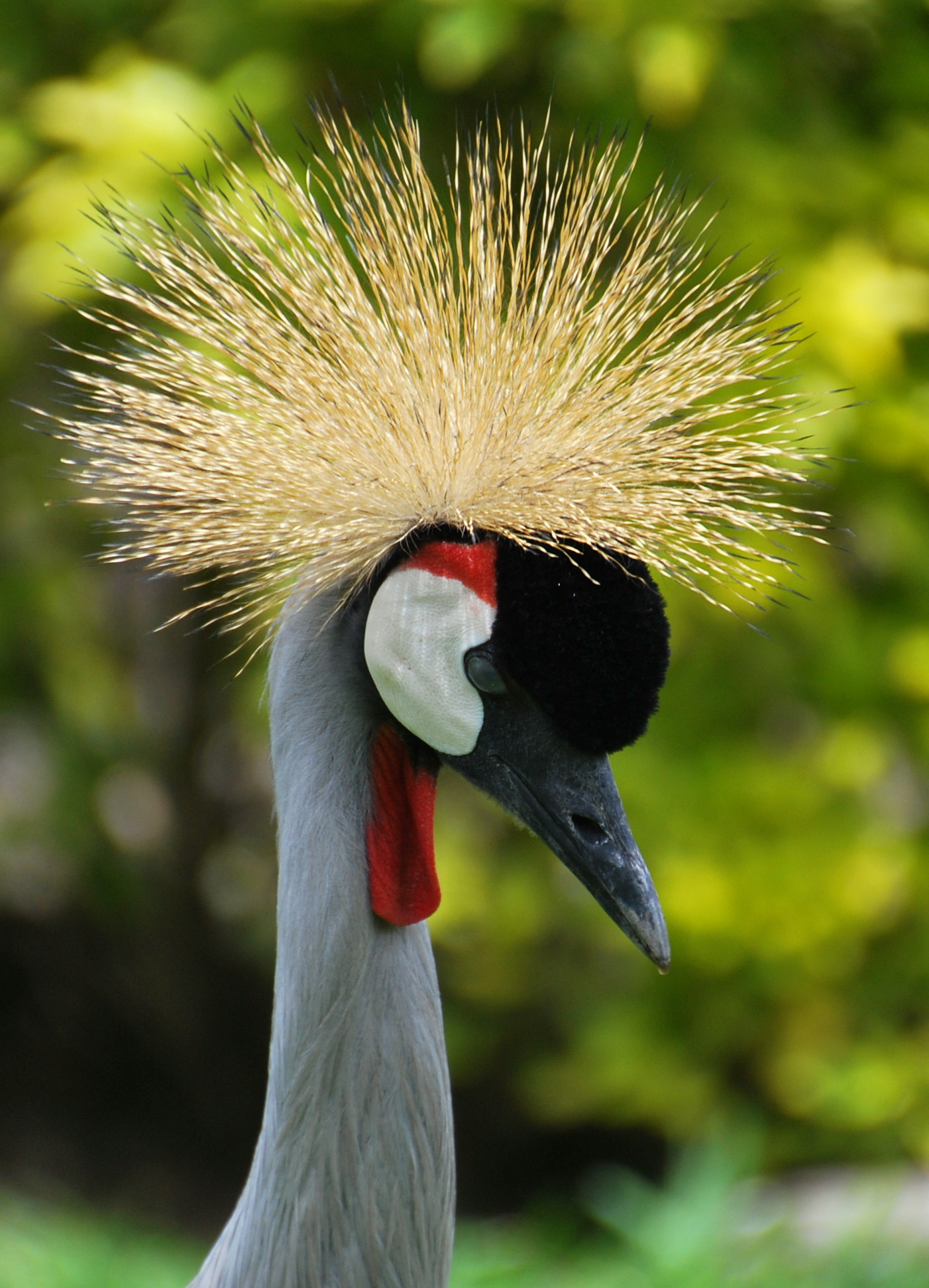
Szürkenyakú koronásdaru

Jellegzetes állata a hegyi gorilla.

### Veszélyforrások
Időszakos szárazság; a vulkanikus Virunga-hegység az ország északnyugati részén található, a Kongói Demokratikus Köztársaság határán. Az ott fekvő Visoke (3711 m) az ország egyetlen aktív vulkánja.
Erdőirtás, a fák nem ellenőrzött kivágása; túlzott legeltetés; földromlás; talajerózió; a talaj termékenységének csökkenése (talajkimerülés); vizes élőhelyek romlása és a biológiai sokféleség csökkenése; elterjedt orvvadászat.

#### Nemzeti parkjai
Ruanda nemzeti parkjai:
- Akagera Nemzeti Park: mocsarak és tavak síkságon. Egyáltalán nem jellemző táj az országra.
- Nyungwe Nemzeti Park: Afrika legnagyobb összefüggő hegyi erdeje.
- Vulkánok Nemzeti Park (Parc National des Volcans): különösen a gorillákról nevezetes.

## Történelem
A mai Ruanda területén eredetileg a pigmeusokhoz tartozó twa törzsek éltek. A 15-16. században észak felől magas termetű, hamita eredetű pásztorkodó népek, tuszik és a bantu hutuk vándoroltak be, és hoztak létre egy feudális királyságot.
Egyes vélemények szerint, a hutuk és tuszik eredetileg nem két különböző nép, hanem egy nép két különböző kasztja vagy rétege vagy osztálya.[forrás?] A tuszik marhát tartottak és ők voltak az arisztokraták. A közrendű földművesek pedig a hutuk. Mivel egy nép, a körülöttük élő más népek közös néven: kinyarwanda vagy banyamulenge nevezik őket.
A CIA Factbook szerint a hutuk bantuk, a tuszik hamiták.
A németek az országot 1890-ben a szomszédos Burundival együtt Ruanda-Urundi néven Német Kelet-Afrikához csatolták. Az első világháború során a belgák foglalták el, és 1923-ban Belgium mandátumterülete lett. 1962-ben belső önkormányzatot kapott, és az ENSZ Közgyűlésének döntése értelmében Ruandát 1962. július 1-jén független köztársasággá nyilvánították.
A két népcsoport (hutuk és tuszik) közötti ellentét az 1930-as években alakult ki. A belgák politikája csak súlyosbította a helyzetet. Ők nem egységes népként, hanem két külön rasszként kezelték őket és megakadályozták a két osztály között korábban meglévő szórványos átjárást.[forrás?] A helyi igazgatás teljesen a tuszik kezébe került. A gyarmati időkben az oktatási rendszer csaknem kizárólag tuszikat képzett. Ugyanakkor a függetlenségi törekvések vezetői a tuszik voltak, akik a függetlenségtől a korábbi királyság maradéktalan helyreállítását remélték. A tuszi királyságokat ugyanis a belgák nem számolták fel, de jelentősen korlátozták hatáskörüket.

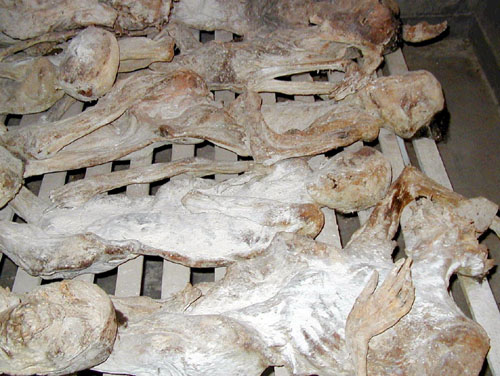
A ruandai népirtás exhumált áldozatai

1990-ben véres polgárháború tört ki Ruandában. A tuszi kisebbség meg akarta dönteni a hutuk hatalmát. 1993-ban tűzszünetet kötöttek, koalíciós kormány alakult, de egy évvel később ismét kiújultak a harcok, sőt átterjedtek a szomszédos Zaire-ra is, ahol szintén polgárháborús állapotok uralkodtak. A polgárháború, a népirtás és az ezeket követő menekültválságok során kb. másfél millió ember halt meg.
A népirtásért felelősségre vonták a korábbi ruandai elnököt, és életfogytiglani börtönbüntetésre ítélték. A harcok 1994-ben véget értek, de Ruanda továbbra is érintett volt a zairei polgárháborúban.
Ruandában új koalíciós kormányzat alakult 2001-ben. 2003 márciusában új alkotmányt fogadtak el, amely egyenlő jogokat biztosít a két népnek, a parlamentben pedig fele-fele arányban jelöli ki a képviselőket.
2009. november 29-én a Brit Nemzetközösség tagja lett.

## Államszervezet és közigazgatás

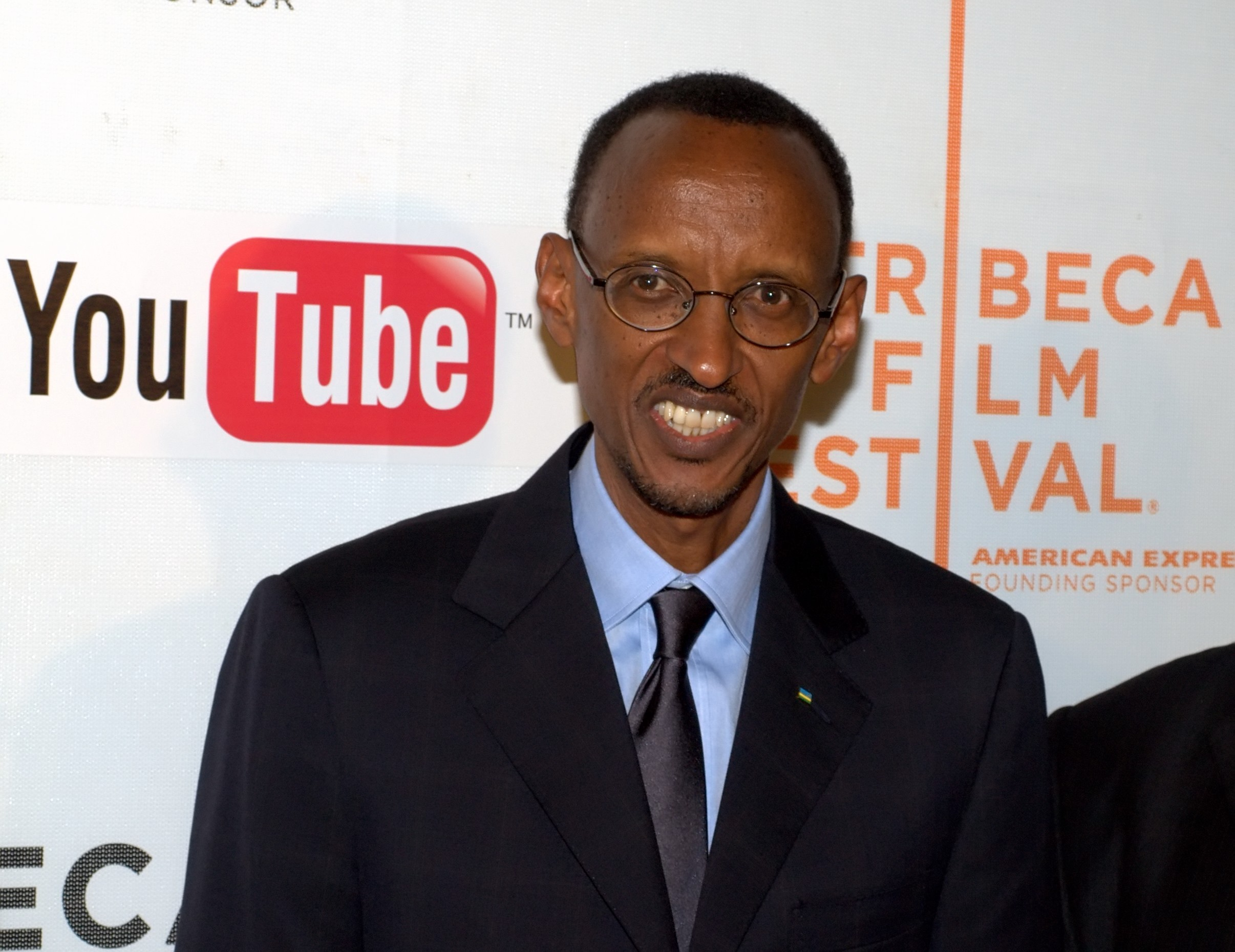
Paul Kagame elnök

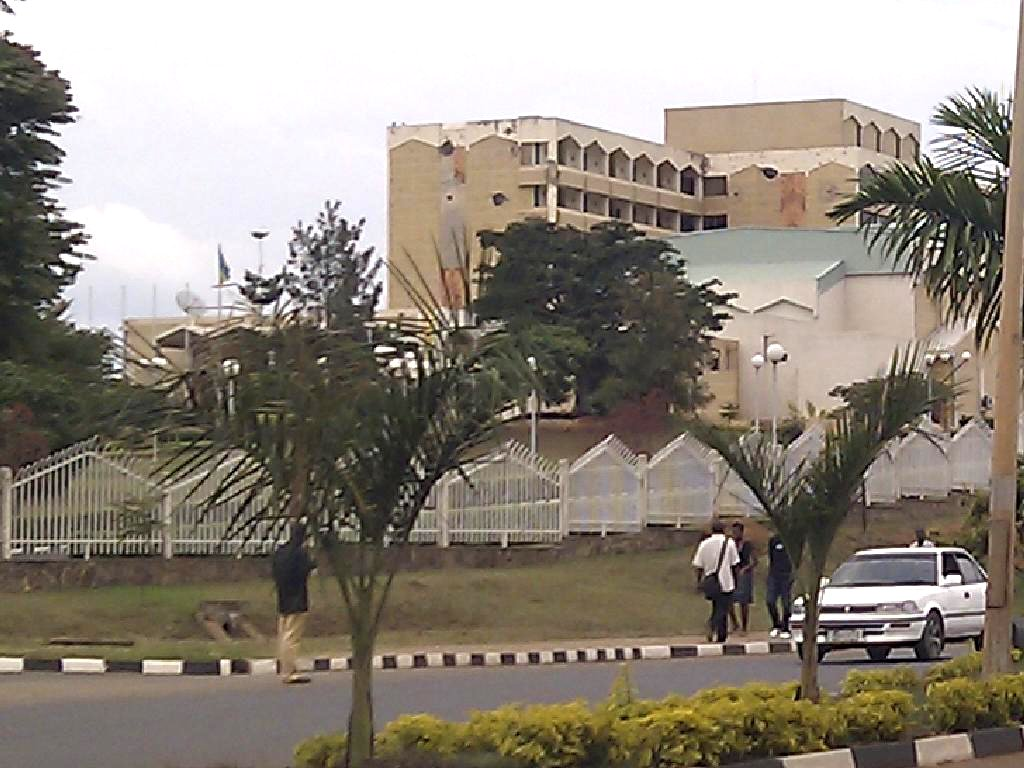
A parlament épülete

### Alkotmány, államforma
Az ország köztársaság. A mai alkotmányát 2003-ban fogadták el.

### Törvényhozás, végrehajtás, igazságszolgáltatás
A Parlament 2 kamarából áll, a Képviselőházból és a Szenátusból.
Az igazságszolgáltatási szervezet a Legfelsőbb Bíróságból (Cour Suprême) áll, valamint tartományi és helyi bíróságokból.
A törvények a német és belga jogrendszeren alapulnak, amit kiegészít a szokásjog.
Általános szavazójog: 18 év felett.

### Közigazgatási beosztás
Az országot öt tartomány alkotja:
| Ruanda tartományai | - Kigali - Nord - Est - Sud - Ouest |

### Védelmi politika
Védelmi kiadásokra a GDP 1,3%-át fordítják. Aktív szolgálatban lévők száma: 32.500 fő. 18 éves kor felett lehet önként jelentkezni a hadseregbe, kötelező sorozás nincs. A belépéshez ruandai polgárnak kell lenni, és szükséges a 9. iskolai osztály elvégzése is. A szolgálat szerződés alapján történik, ami 5 évre szól és ez kétszer meghosszabbítható, de lehet karrier alapú is. Utóbbi esetben 20 év szolgálat után a tisztek számára nyugdíjba lehet vonulni, vagy egyébként 40-60 éves kor elérésekor.

## Népesség

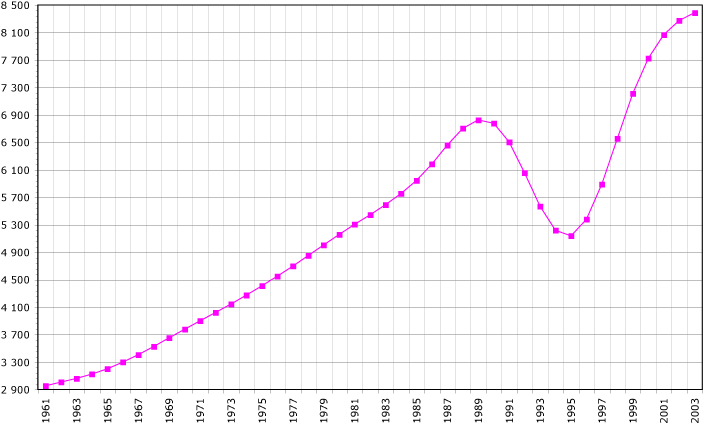
Ruanda népességének alakulása

A népességszám 1994 elején kb. 7 millió volt, ez a népirtás után 5,5 millió körülire csökkent. A következő években gyors növekedésnek indult.
| Év   | Népsűrűség (fő/km²) | Népesség (millió fő) |
| ---- | ------------------- | -------------------- |
| 1960 | 119                 | 2,9                  |
| 1970 | 152                 | 3,7                  |
| 1980 | 208                 | 5,1                  |
| 1990 | 293                 | 7,2                  |
| 2000 | 325                 | 8,0                  |
| 2010 | 415                 | 10,2                 |
| 2018 | 507                 | 12,5                 |

### Általános adatok[9]
(2020-as becslés)
- Városi lakosság aránya: 17,4%.
- Születéskor várható élettartam: férfiaknál 63,2 év, nőknél 67,1 év.
- Népességnövekedés: 2%.
- Írástudatlanság: 27%.

### Népesebb települések
| Ruanda városai |           |                      |                      |                 |           |
| Rangsor        | Név       | Lakosság             | Lakosság             | Lakosság        | Tartomány |
| Rangsor        | Név       | 1991-es népszámlálás | 2002-es népszámlálás | 2005-ös becslés | Tartomány |
| 1.             | Kigali    | 232 733              | 603 049              | 745 261         | Kigali    |
| 2.             | Butare    | 28 645               | 77 449               | 89 600          | Déli      |
| 3.             | Gitarama  | 11 679               | 84 669               | 87 613          | Déli      |
| 4.             | Ruhengeri | 29 578               | 71 511               | 86 685          | Északi    |
| 5.             | Gisenyi   | 21 918               | 67 766               | 83 623          | Nyugati   |
| 6.             | Byumba    | n.a.                 | 66 268               | 70 593          | Északi    |
| 7.             | Cyangugu  | 8 911                | 59 070               | 63 883          | Nyugati   |
| 8.             | Nyanza    | n.a.                 | 55 699               | 56 679          | Déli      |
| 9.             | Kabuga    | n.a.                 | 51 693               | 54 246          | Északi    |
| 10.            | Ruhango   | n.a.                 | 43 780               | 54 104          | Északi    |
| 11.            | Rwamagana | n.a.                 | 47 203               | 50 081          | Keleti    |
| 12.            | Kibuye    | 4 242                | 46 640               | 48 024          | Nyugati   |
| 13.            | Kibungo   | 6 912                | 43 582               | 46 240          | Keleti    |
| 14.            | Gikongoro | n.a.                 | 32 427               | 31 832          | Déli      |
| 15.            | Umutara   | n.a.                 | 8 437                | 10 427          | Keleti    |

### Etnikai, nyelvi, vallási megoszlás
Az országban a hivatalos nyelvek a ruandai, a francia és az angol, de beszélik még a szuahélit is.
A lakosság 84%-a hutu, 15%-a tuszi, 1%-a pedig twa pigmeus.
A lakosság 50%-a római katolikus, 39%-a protestáns (nagy része adventista), 4,5% egyéb keresztény, 1,8%-a szunnita muszlim, a maradék egyéb.

## Gazdaság

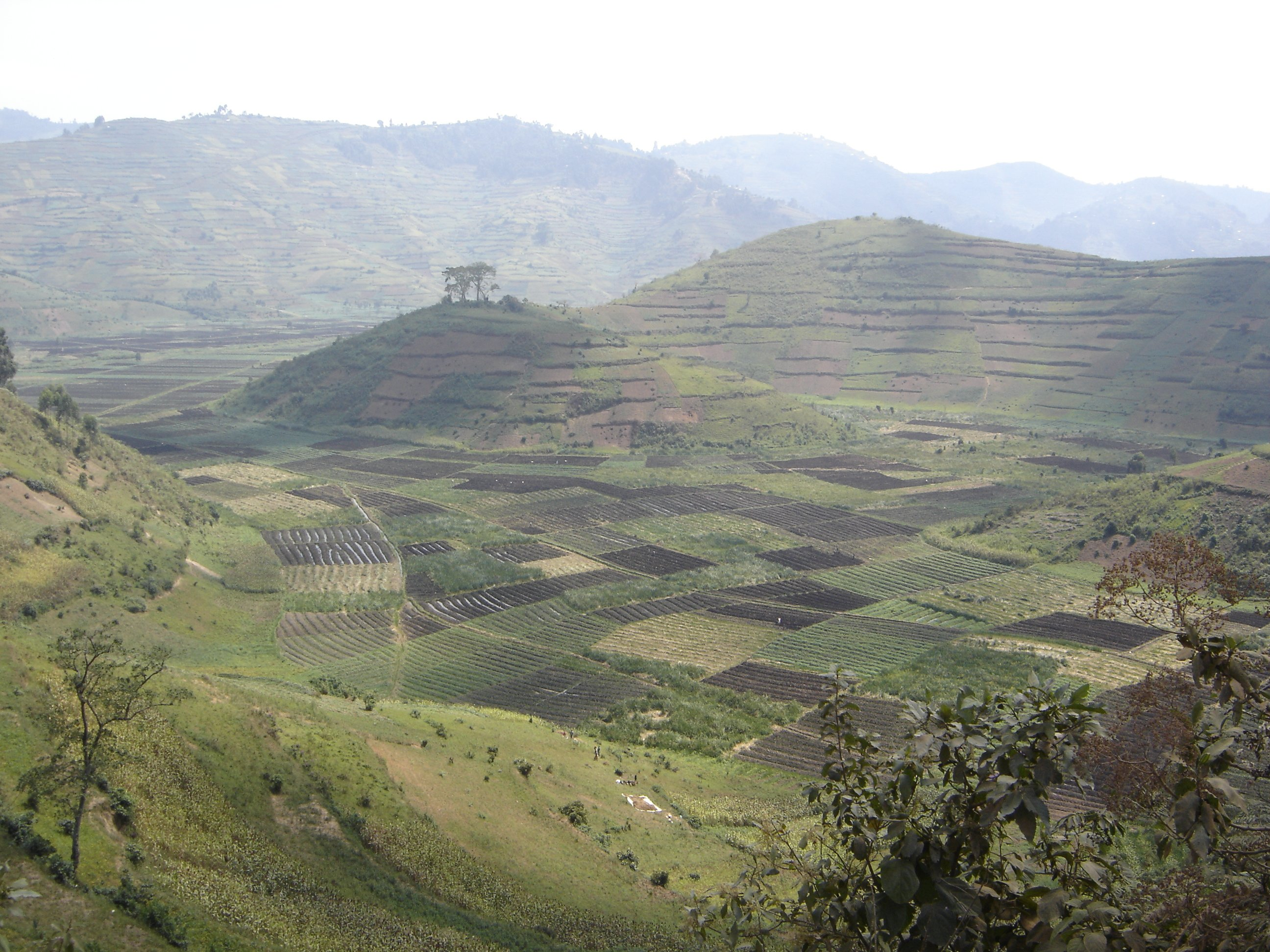
Ruanda megművelt földjei

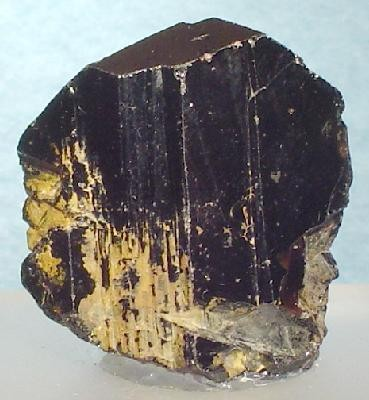
Kassziterit

Ruanda egy vidéki agrárország, ahol a mezőgazdaság adja az exportbevételek mintegy 63%-át. Valamennyi ásványi anyaggal és feldolgozott mezőgazdasági termékekkel is rendelkezik. A népsűrűség magas, de a főváros, Kigali kivételével, a lakosság nem koncentrálódik a nagyvárosokban – 12 millió lakosa kis földterületen terül el. A turizmus, az ásványi anyagok, a kávé és a tea Ruanda fő devizaforrásai. Ruanda termékeny ökoszisztémája ellenére az élelmiszer-termelés gyakran nem tart lépést a kereslettel, ezért élelmiszerimportra van szüksége. Az energiahiány, a szomszédos államok instabilitása és a más országokkal való megfelelő közlekedési kapcsolatok hiánya hátráltatja a magánszektor növekedését.

### Általános adatok
Gazdasági adatok a CIA World Factbook alapján 2015-2017-ben:
- Hazai össztermék (GDP/fő): 2100  USD (PPP 2017-ben).
- GDP növekedés 6,1% (2017)
- Nemzeti össztermék (GDP) megoszlása 2017-ben: mezőgazdaság 30,9%, ipar 17,6%, szolgáltatások 51,5%.
- Munkaerő: 6,227 millió fő (2017)
- Munkanélküliség: 2,7% (2014)
- Infláció: 4,8% (2017), 5,7% (2016)

### Gazdasági ágazatok

#### Mezőgazdaság
Területének 47%-a mezőgazdaságilag művelhető. Öntözött terület 96 km².
Ruanda a legkevésbé fejlett országok közé tartozik. A munkaerő 90%-át foglalkoztató mezőgazdaságban felaprózott parcellákon folyó növénytermesztés (banán-, bab-, cirok-, manióka-, földimogyoró- és burgonyatermesztés) elsősorban a létfenntartást elégíti ki. Piretrum (krizantémból készült rovarölő szer). A tea- és kávétermesztés adja az ország kivitelének 85%-át.

#### Ipar
Ásványkincsekben szegény ország, kevés kassziterit-, volfrám-, arany, ón- és berillkészlete van. Ipara a mezőgazdaság termékeit dolgozza fel.
Ipari termékek: cement, kisüzemi italok, szappan, bútor, cipő, műanyag termék, textília, cigaretta.

#### Kereskedelem
- Exporttermékek: kávé, tea, bőr, ónérc.
- Importtermékek: élelmiszer, gépek, berendezések, acél, kőolajtermékek, építőanyag.

Főbb külkereskedelmi partnerek (2017):
- Kivitel: Egyesült Arab Emírségek 38,3%, Kenya 15,1%, Svájc 9,9%, Kongói Demokratikus Köztársaság 9,5%, USA 4,9%, Szingapúr 4,5%
- Behozatal: Kína 20,4%, Uganda 11%, India 7,2%, Kenya 7,1%, Tanzánia 5,3%, Egyesült Arab Emírségek 5,1%

#### Energia
Energia előállítása évente: 525 millió kWh (2016-os becslés)
Létesített kapacitás: 191 MW
- Vízerőmű: 51%
- Fosszilis energia: 42%
- Megújuló energia: 7%

## Kultúra
A lakosság legnagyobb része a létminimum alatt él. Kicsiny házaik sárból és vályogból épülnek, s gyakran hullámlemez fedi őket. A házak zömében nincs se villany, se gáz, sőt folyóvíz sincs. A főutak mellett van néhány kút, az asszonyok és gyerekek (ez az ő munkájuk) innen hordják a vizet kannákban a fejükön. Rőzsét az út széléről szednek, s száraz időben ételüket a ház előtt felállított kövekre tett edényekben főzik. Amikor esik az eső, a házakban állítják fel rögtönzött tűzhelyeiket. Mivel nincs kémény, a füst a tetőn át távozik, s messziről úgy néz ki, mintha az egész ház égne. Ételük főleg manióka, édesburgonya, kukorica, zöldség- és gyümölcsfélék.
Elvben fellelhető a modern élet minden kelléke: víz, villany, telefon, kábeltelevízió stb. Ezek az eszközök azonban a gyakorlatban igen ritkán működnek egyszerre.
A ruandai (és egyben a fekete afrikai) ember szemében az életnek a közösség ad értelmet. Az afrikai kultúra a "mi" kultúrája, szemben az európai "én" kultúrájával. Az emberek élete a nagycsaládban válik teljessé, ahol mindent megosztanak. Ami az enyém, az a tied is, ami a tied, az az enyém is, ha egy nagycsaládhoz tartozunk. A nagycsalád nemcsak a vér szerinti rokonokat foglalja magában, hanem a barátokat és a munkatársakat is. Így például a külföldiek is belekerülhetnek ebbe a családba, ha felvállalják a nagycsaládhoz való tartozásból eredő kötelezettségeket.
Bár a lakosság zöme keresztény és a kereszténységtől várja az üdvösséget, de az afrikai ősvallás hagyományai szerint oldja meg a mindennapi gondjait.
Az afrikai ősvallás alapvető tanítása a legfőbb lénybe vetett hit. A különböző törzsek azonban igen változatosan ítélik meg e legfőbb lény szerepét a mindennapi életben. Sokan azt hiszik, hogy a főisten elérhetetlen messzeségben van, ezért istentiszteletükkel a másodrendű istenek felé fordulnak, akik közelebb állnak a világ dolgaihoz. Az afrikai ember számára a család és a törzs fontosabb mint az egyén, s e kiterjedt család az élők mellett a holtakat is magába foglalja. A holtak az igazi vezetők, akik figyelemmel kísérik leszármazottaik dolgait, s akik büntetnek vagy jutalmaznak aszerint, hogy utódaik betartották-e a rítusokat és a törvényeket. Sok ruandai ember fordul ősei szelleméhez segítségül.
Az országban 2008 óta tilos a le nem bomló anyagból készült szatyrok, táskák (nejlonzacskók) használata. Érzékelhető is a tisztaság különbsége a környező országokhoz képest. A tervek alapján a műanyag további formáit is tiltani fogják a környezet tisztaságának megóvása céljából. A ruandai kép ettől még afrikai: kerékpáros és motoros forgalom, az asszonyok legalább egy zsákot cipelnek a fejükön, és a hátukra kötött lepedőkben csecsemők lógnak.
Az autópark szinte kizárólag Toyotákból áll; kisbusz, kisautó, luxusdzsip, teherautó, szinte mind ugyanazzal a jelvénnyel.

### Oktatási rendszer
A 2000-es évek elején a gyerekek 90%-a beiratkozik ugyan az első osztályba – ami Fekete Afrikában jelentős eredmény – de 34% a kimaradások és osztályismétlések miatt csupán az első néhány osztályt végzi el. Falun messze van az iskola, a szülők nem képesek finanszírozni gyermekeik taníttatását. Állami tanterv és egységes tankönyvrendszer nincs, a tanítók többségének csak érettségije van. Ezért már az elemi iskolai nevelés biztosítása is hatalmas kihívás.
Az általános iskola alsó osztályaiban a törzsi nyelvet, a felsőbb osztályokban, a középiskolákban és az egyetemeken már vagy a franciát vagy az angolt használják.

### Kulturális intézmények
A Kigali Memorial Center egy nagy villában áll a főváros egyik dombjának tetején. Az 1994-es népirtás történetét, eseményeit mutatja be.

### Művészetek
Fontos művészeti ág a tánc, ami a mindennapi életben gyakran megjelenik. A harcokat idéző táncot transz-szerű dobolás kíséri.
A Gorillák a ködben című 1998-as film Dian Fossey antropológusnő életének történetét dolgozza fel, aki hegyi gorillák megmentéséért vívott harcot az orvvadászok ellen, akik végül megölték. Különleges módszereivel sikerült elnyernie az állatok bizalmát: köztük élt, utánozta hangjukat és mozdulataikat.
Az ország története megjelenik a Hotel Ruanda című 2004-es filmben, ami a ruandai népirtást ábrázolja.

### Hagyományok, szokások

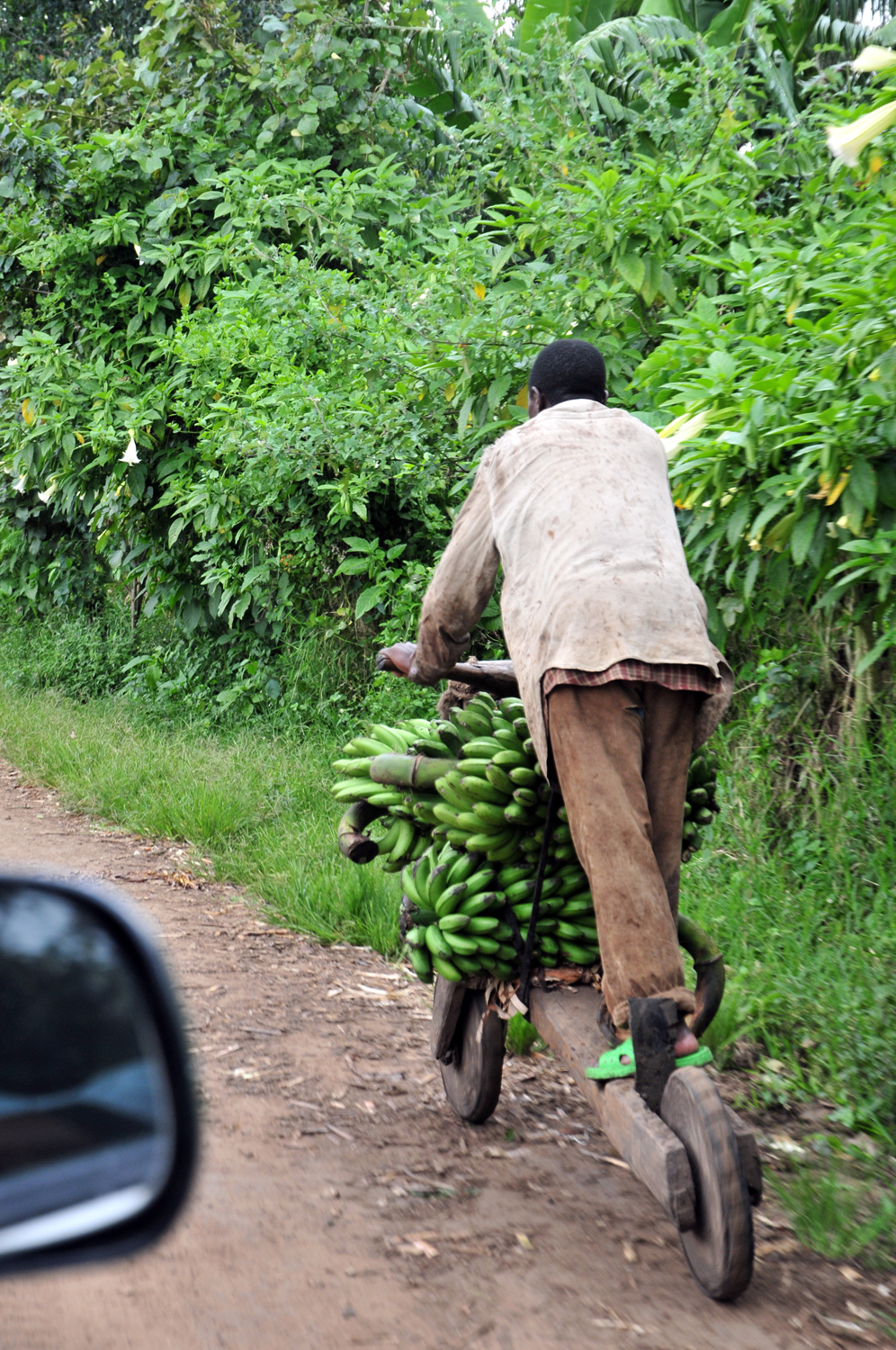
Csukudu – fakerékpár

Ruandában a házasság nem csupán két fiatal magánügye, hanem két nagy család szövetsége. Itt az a hagyományos vidéki szokás, hogy a kérőnek tehenet kell adnia a lányért. A lánykérés olyan, mint egy piaci alku: a lány apja mond egy számot, majd a kérő megpróbál lealkudni belőle, aztán megegyeznek egy, kettő vagy ennél több tehénben. A tehén száma nem a lány ára, hanem szimbólum: a vőlegény családjának köszönete azért, mert a szülők felnevelték lányukat a vőlegény családjának. A menyasszony innentől kezdve a vőlegény családjába tartozik. Születendő gyermekei a vőlegény családját szaporítják. Ruandában a túlélésre akkor van esély, ha a család nagy és erős. Itt a nő legfőbb értéke: a termékenysége. Ezzel járul hozzá a család és a törzs fennmaradásához.
A Kivu-tó környékén látni a teljesen fából készült kétkerekű hagyományos járműveket, melyek kerékpárhoz hasonlítanak. Csukudunak vagy csikudunak hívják és főleg a kongói oldalon elterjedt, de Ruandában is találkozni velük. Elsősorban áruszállításra használják. A kerekeit gyakran tömör gumival vonják be.

### Gasztronómia
A szegénység miatt első látásra nem fedezhetünk fel komolyabb étkezési kultúrát (manióka és rizs a fő táplálék), de hosszabb ruandai tartózkodással észrevehetjük főleg gyümölcs és zöldség alapanyagú változatos ételeiket.

## Közlekedés
- Repülőtér: 4 db szilárd burkolatú, amiből 1-nek van 3000 m-nél hosszabb kifutópályája (további 3 db burkolatlan kifutópályával rendelkezik)
- Vasúthálózat: Ruandában nincs vasút
- Közúthálózat: 4700 km, amiből szilárd burkolatú 1207 km (2012-es adat)
- Víziutak: a Kivu-tó kis merülésű csónakokkal hajózható
- Kikötők: Cyangugu, Gisenyi, Kibuye (Kivu-tó)

Az ország nagyobb településeit buszhálózat köti össze. Ezek többnyire a városközpontból indulnak.

## Kommunikáció
A kormány beruház az intelligens városi infrastruktúrába; az LTE nagykereskedelmi szolgáltatások bővülnek; a kormány elindítja a SIM-kártyák regisztrációját; a növekvő gazdaság és a külföldi segélyek a széles körű szegénység ellenére segítik a távközlési ágazat beindítását; lassan liberalizálják a mobil szektort; a versengő üzemeltetők nemzeti száloptikai gerincet hoznak létre, amely csatlakozik a szomszédos országok tenger alatti kábeleihez, ez megszünteti a drága műholdas kapcsolattól való függőséget.

### Egyéb telekommunikációs adatok
| Hívójel prefix | 9X |
| ITU zóna       | 52 |
| CQ zóna        | 36 |

## Turizmus
Az országba való beutazáshoz vízum szükséges, kivétel Kanada, Németország, Hongkong, Kenya, Dél-Afrika, Svédország, Nagy-Britannia és az USA polgárai.
Ruanda a metrikus rendszert használja. A lakossági elektromos hálózat 240 V, 50 Hz-es. A fali csatlakozók 2-pólusú, kerek dugót fogadnak.
Az országban nincsenek olyan pénzkiadó bankautomaták (ATM-ek), amik nemzetközi bankkártyákat is elfogadnak. Az ország lényegében egész évben kellemes éghajlattal rendelkezik, azaz látogatható.
A hegyi gorillák a száraz évszakban (májustól októberig) könnyebben megfigyelhetők.
Északkeleten gyakoribbak a heves esők. A Karisimbi vulkánt gyakran takarja hó.
Az üzletek és hivatalok általában 8:30 és 16:30 között vannak nyitva (egyes helyek 17:30-ig). Dél és 14 között rövid ebédszünetet tartanak. Sok üzlet folyamatosan nyitva tart.
Az ország általánosságban biztonságosnak számít. Figyelmet érdemel (mint sok nagyváros esetén) Kigali éjszakai élete, illetve a vidéken való bóklászás, mert több helyen taposóaknák vannak a földben.
A fényképezésre a ruandaiak különösen érzékenyek, mindig érdemes engedélyt kérni rá (kivéve, ha tájképet fényképezünk, amin emberek vagy építmények nem látszanak).

### Látnivalók
- Parc National des Volcans – nemzeti park
- Kigali Memorial Centre – a népirtás emlékhelye
- Gisenyi homokos partjai
- Parc National Nyugwe erdő – csimpánzok és fekete-fehér kolobusz majmok
- Kigali éjszakai élete

## Sport

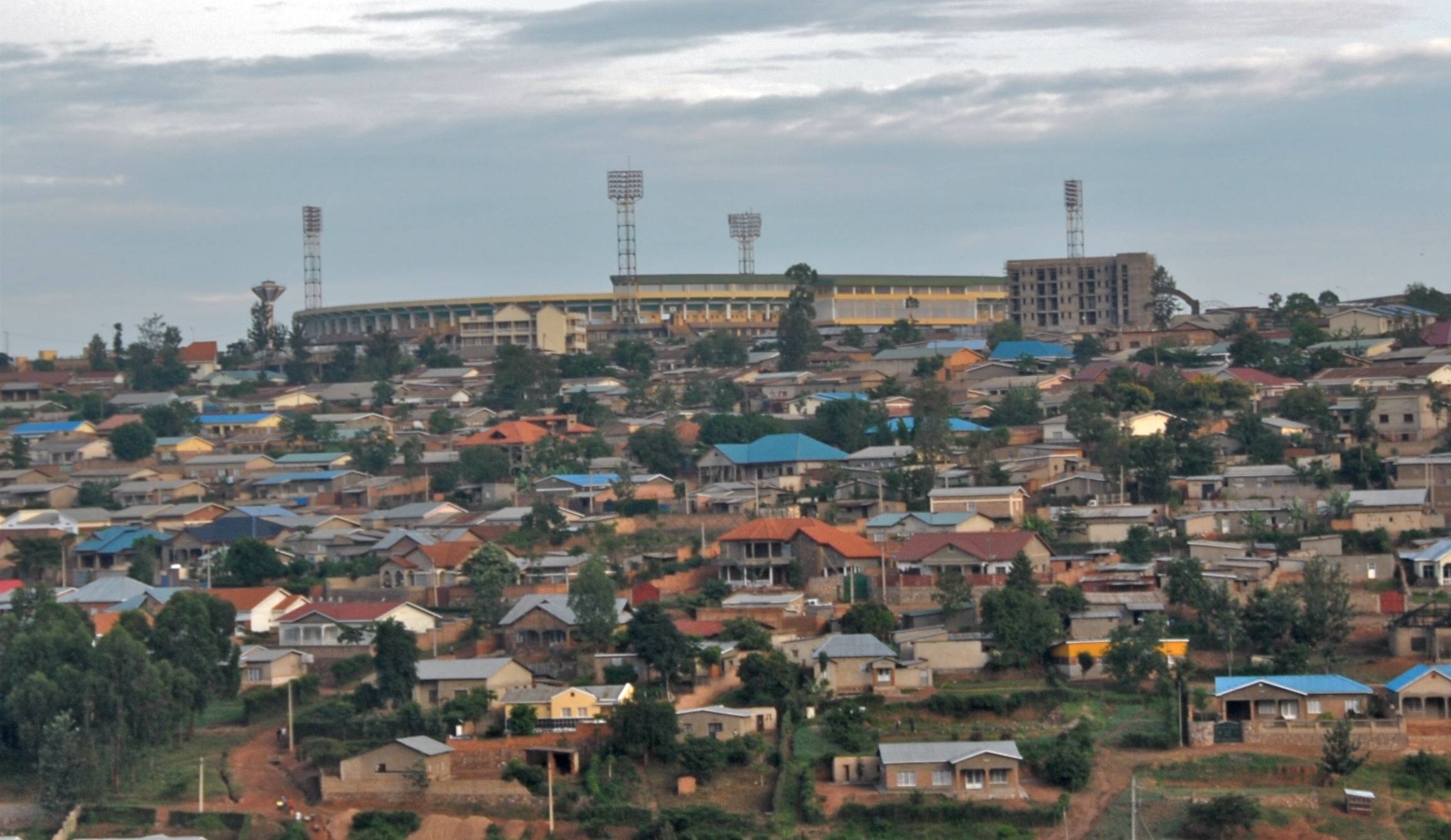
Kigali stadionja (a háttérben)

## Egészségügyi kockázatok
Nagy az ebola veszély.

## Ünnepek
- január 1: újév napja
- január 8: a demokrácia napja
- április 7: a népirtásról való megemlékezés napja
- május 1: a munka ünnepe
- július 1: a függetlenség napja
- július 5: a béke és a nemzeti egység napja
- augusztus 1: az aratás napja
- szeptember 8: a kultúra napja
- szeptember 25: Kamarampaka nap (az 1961-es referendum emlékére)
- október 1: a szabadság napja
- október 26: a hadsereg napja